# 5356 Neagari
5356 Neagari è un asteroide della fascia principale. Scoperto nel 1991, presenta un'orbita caratterizzata da un semiasse maggiore pari a 2,6070421 UA e da un'eccentricità di 0,1569605, inclinata di 14,31127° rispetto all'eclittica.
L'asteroide è dedicato alla località giapponese di Neagari, nella Prefettura di Ishikawa.